# I pirati di Silicon Valley
I pirati di Silicon Valley (Pirates of Silicon Valley) è un film per la televisione del 1999 diretto da Martyn Burke ed interpretato da Noah Wyle e Anthony Michael Hall.
Tratto dal libro Com'era verde Silicon Valley di Paul Freiberger e Michael Swaine, il film TV racconta, in forma di cronaca romanzata, di come i giovani Steve Jobs e Bill Gates, a metà degli anni settanta, arrivarono a realizzare il sogno del personal computer, in una corsa che culmina nel 1984 con l'introduzione sul mercato dell'Apple Macintosh, e del seguente trionfo del sistema operativo della Microsoft di Gates su quello della Apple di Jobs.
Il film viene narrato con una struttura flashback alternativamente da Steve Wozniak, cofondatore della Apple con Jobs, e Steve Ballmer, dirigente della Microsoft, interpretati rispettivamente da Joey Slotnick e John DiMaggio. Ha un andamento rapido e concitato, sempre velato di ironia.

## Trama
(monologo di Steve Jobs per illustrare lo spot pubblicitario dell'Apple Macintosh)
L'inizio del film si apre sul set cinematografico dello spot televisivo della Apple Inc., la cui regia fu affidata a Ridley Scott, ed è una sorta di ribellione contro il "Grande Fratello" (personificato nella IBM). Poi Steve Wozniak inizia a raccontare di quando costruiva blue box (ovvero congegni per telefonare gratis) che vendeva con Steve Jobs, allora entrambi capelloni. Racconta di quella volta che telefonò alla Città del Vaticano chiedendo di parlare con il pontefice che allora stava dormendo.
Nonostante il parere contrario dell'amico, Woz, dopo essere stato perquisito dalla polizia, decise di smettere di costruirne e passare a ciò che di lì a poco avrebbe rivoluzionato il mondo: il Personal Computer. Poi comincia la narrazione della storia della Microsoft.
Bill Gates si trovava all'Università di Harvard e discuteva con i suoi amici (Steve Ballmer e Paul Allen) di pornografia giocando a poker. Ed è proprio con Allen che comincia a scrivere il Basic per l'appena uscito computer Altair. Poi Paul parte per Albuquerque per consegnare il programma, mentre Bill si ricorda improvvisamente che hanno dimenticato di scrivervi il loader. L'affare va comunque in porto e alla piccola azienda viene regalato il computer.
Intanto Wozniak prosegue col suo progetto del PC, mentre Jobs si destreggia tra i suoi problemi personali. All'Homebrew Club, dove ogni appassionato mostrava le sue creazioni a basso budget, Jobs mostra la fantascientifica innovazione e riesce a venderne ben 50 dichiarando guerra al colosso IBM. Il giorno dopo, prima di cominciare la costruzione dei computer, Wozniak è costretto a proporre l'acquisto alla Hewlett-Packard con la quale aveva un contratto. Ma il loro dirigente rifiuta con la celebre e perentoria frase «Ma che diavolo può farsene la gente comune dei computer?». E qui comincia ufficialmente la storia della Apple Inc. e l'entrata di Steve Jobs tra gli uomini d'affari, simboleggiata dal cambio di look. Un Jobs rasato accoglie allora nel suo garage, dove si stavano costruendo i mini-computer, Mike Markkula, che era interessato ad investire 250.000 dollari. Intanto i fondatori della Microsoft vanno alla MITS ad Albuquerque.

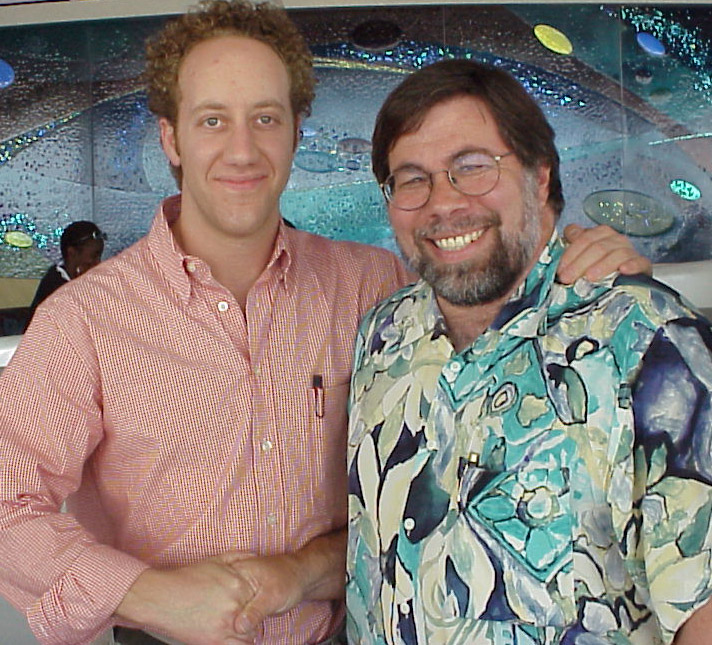
Da destra: il vero Steve Wozniak incontra nel 2005 l'attore Joey Slotnick, colui che lo ha interpretato ne I pirati di Silicon Valley.

L'accordo con la produttrice dell'Altair 8800 era di 15 dollari a licenza per il Basic, ma Bill Gates riesce a convincere Ed Roberts a pagare il doppio. La società si stabilisce in un motel ed assume un paio di impiegati. Da lì al 1977 i due riescono ad acquistare un piccolo palazzo ed estendere i loro affari. I due Steve sono alla fiera del computer con poche macchine, ma intenzionati a venderne molte. La trasformazione di Jobs procede: si taglia i baffi e cambia stile nel vestire. La gente si accalca sullo stand della Apple, e quando arriva Bill Gates, questo viene totalmente ignorato da Jobs e rinuncia a proporre l'acquisto del Basic. La Apple ora è un'azienda in piena regola, con decine di impiegati e un enorme palazzo. Steve Jobs intanto viene a sapere che sta per avere un figlio da Arlene, ma rifiuta di crederci scaricando la sua rabbia sui dipendenti. Steve Ballmer intanto si unisce alla Microsoft mentre Bill Gates prepara un colloquio con la IBM, con cui riesce ad ottenere un contratto riguardante il non ancora sviluppato Disc Operating System (basato su DOS). Questo contratto prevedeva di cedere in licenza con ogni PC IBM il sistema operativo. Ottenuto l'accordo con il colosso dell'informatica, Paul Allen comprò dalla Seattle Computer Products il clone a 16 bit del CP/M, chiamato QDOS. E da qui cominciò il successo della Microsoft.
Alla Apple va tutto a gonfie vele. John Sculley entra nella società come amministratore delegato. Mentre Jobs è alle prese con la questione della paternità, Wozniak ha dubbi sul comportamento del socio. Jobs va a far visita ad Arlene e scopre di avere una bambina; insieme concordano sul nome Lisa.
Allora Steve chiede alla Apple di creare il computer Lisa, "rubando" le idee di base alla Xerox, dove la dirigenza non dava credito al progetto del sistema operativo grafico e del mouse (per esattezza, per poter accedere alle idee di base, a Xerox venne data la possibilità di acquistare 100.000 azioni Apple per un valore di un milione di dollari, con il patto di poter accedere al PARC e visionare i loro lavori). Anche Bill Gates decide di "rubare" le nuove idee emergenti, e si reca con i suoi tre soci alla Apple. Jobs, fiero, gli presenta alcuni programmatori e il Macintosh. Gates allora cerca di stringere accordi per vendere software e facendo leva sul desiderio di Steve di annientare l'IBM, riesce ad ottenere 3 prototipi di Mac. Steve Wozniak, appena uscito dall'ospedale per un incidente, non può fare a meno di notare la trasformazione subita dall'azienda per via di Jobs che ha messo la squadra Macintosh contro quella dell'Apple II, e torna al college, lasciando l'azienda. Alla Microsoft il progetto Windows procede in segreto, ma a rilento. Jobs viene a saperlo e, su tutte le furie, chiede lumi a Bill. Gates pacatamente respinge le accuse, convincendo Steve che non è vero.
Alla presentazione del Macintosh viene trasmesso lo spot (di cui si è parlato all'inizio del film). Subito dopo a Steve Jobs vengono consegnati computer NEC venuti in Giappone, con il software grafico sviluppato da Microsoft. Il presidente della Apple allora accusa Bill Gates di aver rubato le idee, ma Gates ribatte facendo riferimento alla Xerox ed al fatto che le idee originali fossero loro. Steve allora afferma che comunque il proprio sistema è migliore, ma Gates risponde tranquillamente che "la cosa non ha importanza". Tra le ultime immagini c'è un brindisi a Steve Jobs promosso alla sua festa di compleanno da John Sculley.
Poi viene raccontato ciò che è successo successivamente, pochi mesi dopo il brindisi: John Sculley licenzia Steve Jobs; Steve Wozniak insegna informatica ai bambini e finanzia un corpo di ballo; Lisa fa parte della nuova famiglia di Steve Jobs; Steve Jobs è tornato alla Apple nel 1997; la Microsoft possiede parte della Apple (al 1997); Bill Gates è l'uomo più ricco del mondo.

## Colonna sonora
- Il brano che "dirige" Steve Jobs durante il suo viaggio, è il Concerto per due violini di Johann Sebastian Bach.
- Il brano che accompagna le visite del giovane Jobs alle banche è No Time dei The Guess Who.

## Cast
- Noah Wyle, Steve Jobs fondatore di Apple
- Anthony Michael Hall, Bill Gates fondatore di Microsoft
- Joey Slotnick, Steve Wozniak fondatore di Apple (voce narrante)
- Josh Hopkins, Paul Allen fondatore di Microsoft
- John DiMaggio, Steve Ballmer dirigente della Microsoft (voce narrante)
- J. G. Hertzler, Ridley Scott regista cinematografico e direttore dello spot per il lancio dell'Apple Macintosh
- Wayne Péré, Captain Crunch
- Sheila Shaw, Madre di Wozniak
- Gema Zamprogna, Arlene
- Gailard Sartain, Ed Roberts sviluppatore del primo word processor per l'Apple II e del cross-assembler utilizzato da Steve Wozniak durante lo sviluppo di macchine quali Apple I e Apple II
- Allan Kollman, psicoterapeuta di Jobs
- Richard Waltzer, impiegato Apple
- Marcus Giamatti, Daniel Kottke
- Melissa McBride, Elizabeth
- Jeffrey Nordling, Mike Markkula il primo investitore della Apple Computer
- Mark Worden, Chris Larson
- Kelly Mullis, Hooker
- René Rivera, Pimp
- Allan Royal, John Sculley amministratore delegato della Apple dal 1983 al 1993
- Cardella DeMillo, Ella Fitzgerald

## Riconoscimenti
- 1999 - Premio Emmy
  - Nomination Miglior cast per una miniserie o film per la televisione a Lisa Freiberger
  - Nomination Miglior produttore per un film per la televisione a Nick Lombardo, Steven Haft e Leanne Moore
  - Nomination Migliori riprese per una miniserie o film per la televisione a Richard Halsey
  - Nomination Miglior montaggio sonoro per una miniserie o film per la televisione a Stephen Halbert e Phillip Seretti
  - Nomination Migliore sceneggiatura per una miniserie o film per la televisione a Martyn Burke
- 1999 - Casting Society of America
  - Nomination Miglior cast per un film per la televisione a Lisa Freiberger
- 2000 - American Cinema Editors
  - Miglior montaggio per un film per la televisione a Richard Halsey
- 2000 - Directors Guild of America
  - Nomination Miglior regista per un film per la televisione a Martyn Burke
- 2000 - Producers Guild of America
  - Nomination Miglior produttore televisivo dell'anno a Nick Lombardo e Steven Haft